# Fleußmühle

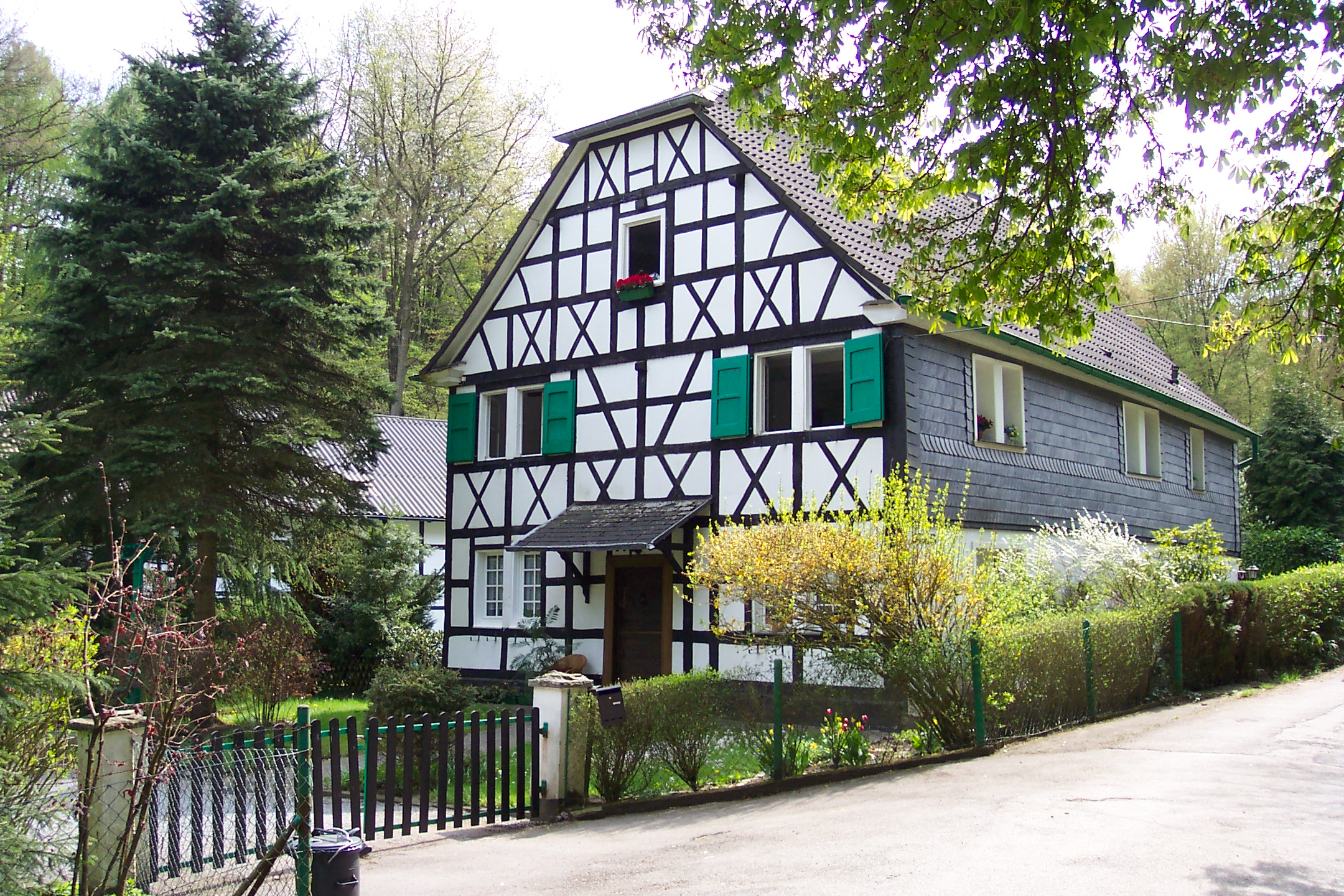
Die Fleußmühle (2004)

Die Fleußmühle ist eine historische Mühlenanlage bei Kohlfurth am Fleußmühler Bach im Solinger Stadtbezirk Mitte, die seit dem 18. September 1984 als Baudenkmal geschützt ist. Das restaurierte, im Jahr 1758 errichtete Gebäude wurde vom heutigen Besitzer in den 1960er Jahren erworben und wird seither als Wohngebäude genutzt.

## Geschichte
Nach Gründung der Mairien und späteren Bürgermeistereien Anfang des 19. Jahrhunderts gehörte der Ort zur Bürgermeisterei Dorp, die 1856 das Stadtrecht erhielt, und dort in der Flur I. Schrodtberg. 1815/16 lebten sechs, im Jahr 1830 ebenfalls sechs Menschen in Fleusmühle. Der nach der Statistik und Topographie des Regierungsbezirks Düsseldorf als Hofstadt kategorisierte Ort besaß 1832 zwei Wohnhäuser, eine Mühle und zwei landwirtschaftliche Gebäude. Zu dieser Zeit lebten 13 Einwohner im Ort, allesamt evangelischen Bekenntnisses. Die Gemeinde- und Gutbezirksstatistik der Rheinprovinz führt den Ort 1871 mit zwei Wohnhäusern und 15 Einwohnern auf. Im Gemeindelexikon für die Provinz Rheinland von 1888 werden zwei Wohnhäuser mit 13 Einwohnern angegeben.
Die Bürgermeisterei beziehungsweise Stadt Dorp wurde nach Beschluss der Dorper Stadtverordneten zum 1. Januar 1889 mit der Stadt Solingen vereinigt. Damit wurde Fleußmühle ein Ortsteil Solingens. 1895 besitzt der Ortsteil drei Wohnhäuser mit 23 Einwohnern, ebenso 1905.

## Brand
Bei einem Brand am Vormittag des 31. Oktober 2008 sind erhebliche Teile des Ober- und Dachgeschosses zerstört worden. Erste Schätzungen des Schadens wurden auf 200.000 Euro beziffert. In der Folgezeit wurden alle Brandschäden beseitigt und das Mühlengebäude wiederaufgebaut.